# Calanoida
Calanoida – rząd małych skorupiaków z podgromady widłonogów.
Obejmuje 43 rodziny oraz ponad 2500 zarówno morskich, jak i słodkowodnych gatunków.

## Rodziny
- Acartiidae Sars G.O., 1903
- Aetideidae Giesbrecht, 1892-1893
- Arctokonstantinidae Markhaseva & Kosobokova, 2001
- Arietellidae Sars G.O., 1902
- Augaptilidae Sars G.O., 1905
- Bathypontiidae Brodsky, 1950
- Calanidae Dana, 1846
- Candaciidae Giesbrecht, 1892-1893
- Centropagidae Giesbrecht, 1892
- Clausocalanidae Giesbrecht, 1893
- Diaixidae Sars G.O., 1902
- Diaptomidae Baird, 1850
- Discoidae Gordejeva, 1975
- Epacteriscidae Fosshagen, 1973
- Eucalanidae Giesbrecht, 1893
- Euchaetidae Giesbrecht, 1893
- Fosshageniidae Suárez-Morales & Iliffe, 1996
- Heterorhabdidae Sars G.O., 1902
- Hyperbionycidae Ohtsuka, Roe & Boxshall, 1993
- Kyphocalanidae Markhaseva & Schulz, 2009
- Lucicutiidae Sars G.O., 1902
- Megacalanidae Sewell, 1947
- Mesaiokeratidae Matthews, 1961
- Metridinidae Sars G.O., 1902
- Nullosetigeridae Soh, Ohtsuka, Imabayashi & Suh, 1999
- Paracalanidae Giesbrecht, 1893
- Parapontellidae Giesbrecht, 1893
- Parkiidae Ferrari F.D. & Markaseva, 1996
- Phaennidae Sars G.O., 1902
- Pontellidae Dana, 1852-1853
- Pseudocyclopidae Giesbrecht, 1892-1893
- Pseudocyclopiidae Sars G.O., 1902
- Pseudodiaptomidae Sars G.O., 1902
- Rhincalanidae Geletin, 1976
- Rostrocalanidae Markhaseva, Schulz & Martínez Arbizu, 2009
- Ryocalanidae Andronov, 1974
- Scolecitrichidae Giesbrecht, 1893
- Spinocalanidae Vervoort, 1951
- Stephidae Sars G.O., 1902
- Sulcanidae Nicholls, 1945
- Temoridae Giesbrecht, 1893
- Tharybidae Sars G.O., 1902
- Tortanidae Sars G.O., 1902